# Guerre de la Valteline
Pour un article plus général, voir Guerre de Trente Ans.
Guerre de Trente Ans
Batailles
La guerre de la Valteline est un épisode de la guerre de Trente Ans. Située dans les Alpes en Italie du Nord, la vallée de la Valteline, peuplée de catholiques, est passée au début du XVIe siècle sous la souveraineté des Trois Ligues suisses, lesquelles sont de confession protestante. La Valteline est située stratégiquement entre l'empire d'Autriche et l'Empire espagnol (dont les possessions italiennes jouxtent la vallée). Les Habsbourg tentent donc, au début du XVIIe siècle, de conquérir ce territoire, afin de relier physiquement leurs possessions européennes.
La guerre de Trente Ans rend cette conquête capitale, car elle permettrait aux possessions italiennes de faire passer des troupes plus facilement aux possessions germaniques. La France, ennemie des Habsbourg, fait contrepoids à cette conquête en réunissant autour d'elle d'autres adversaires des Habsbourg, et en faisant échec aux différentes tentatives de conquête de ces derniers. En 1626 est signé le Traité de Monzón, qui met fin à cette guerre, confirmant l'indépendance des Grisons et l'interdiction de passage des troupes espagnoles sur ces terres.

## Historique
Occupant le haut bassin de l’Adda, depuis la source de cette rivière jusqu’à son entrée dans le lac de Côme, la Valteline, qui appartenait, depuis le XIVe siècle au duché de Milan, était passée, de 1512, sous la dépendance des Trois Ligues, alliées de la Confédération des XIII cantons. Possédant plusieurs passages dans les Alpes, entre autres le Splügen et le Stelvio, qui établissaient, au XVIIe siècle, une communication entre les États des deux branches de la maison de Habsbourg, c’est-à-dire entre le Tyrol et le Vorarlberg, appartenant à l’Autriche, d’un côté, et le Milanais, relevant de l’Espagne, de l’autre, la Valteline acquit, lorsque le Milanais revint aux Habsbourg, une importance stratégique majeure aux yeux de cette famille, puisqu’elle permettait contrôler le passage le plus direct entre l’Italie du Nord et les vallées de l’Inn et du Rhin, donc vers l’Autriche et les territoires du Saint-Empire romain germanique. La Valteline étant alors sous la souveraineté des Trois Ligues, le consentement de cette république était nécessaire pour que l’Autriche et l’Espagne puissent se tendre la main par-dessus les Alpes, et se prêter leurs armées, tantôt pour défendre l’Empire en Allemagne, tantôt pour maintenir la prépondérance espagnole en Italie.
En 1601, le traité de Lyon mettant fin à la guerre franco-savoyarde de 1601, comprenait la cession de la Bresse, ce qui ne laissait plus qu’une voie de communication aux Hasbourg. Ce passage devint, dès lors, crucial pour les Espagnols, dans la mesure où c’était la seule voie de communication praticable et assurée entre le Milanais, la Franche-Comté et les Pays-Bas espagnols. Ceux-ci cherchèrent alors, à en recouvrer la souveraineté, de façon répétée.
Les Grisons étant souverains et les Valtelins sujets, la Valteline resta, lors de la Réforme protestante, fidèle au catholicisme tandis que les Grisons, et particulièrement l’Engadine, adoptaient le protestantisme. Les Habsbourg tentèrent d’exploiter à leur profit l’opposition confessionnelle marquée entre vassaux catholiques de Valteline et suzerains protestants des Grisons. Ces relations de sujets à souverains, et cette différence de religion, soulevèrent maintes querelles suivies de luttes sanglantes. La maison d’Autriche, alors protectrice déclarée du catholicisme, et dont les intérêts politiques étaient, en cette occasion, d’accord avec ses intérêts religieux, soutenait les Valtelins. Il lui importait également de se concilier les Valtelins, afin de profiter des passages de leurs montagnes, mais elle rencontrait un puissant adversaire dans l’allié stratégique des ligues grisonnes, la France de Louis XIII, Richelieu et le père Joseph.
Les Valtelins étaient demeurés longtemps sans résister aux Grisons. La fertilité du sol de la Valteline, ses blés, ses vins, en faisaient le grenier et la vache à lait des Grisons, qui, eux, ne récoltaient sur leurs âpres montagnes que du foin, du beurre et du fromage. Grâce aux intrigues des Espagnols, les Valtelins commencèrent à s’apercevoir que les magistrats qu’on leur envoyait, ignorant leurs lois et leurs coutumes et ne connaissant d’autre direction que celle du bétail de leurs montagnes, étaient tout à fait incapables de les gouverner. Tous les jours, leurs droits étaient violés, leur religion profanée. Ils se révoltèrent. Le 19 juillet 1620, un gentilhomme de la vallée, Robustelli, entra dans la Valteline à la tête de troupes catholiques et de bannis accourus du Tyrol ; il s’empara de plusieurs places, et y fit passer tous les protestants, entre 600 et 700, au fil de l’épée. À la nouvelle de cette boucherie, les troupes des Grisons, unies à celles de leurs alliés de Berne et de Zurich, arrivèrent, et reprirent la Valteline en huit jours, mais le gouverneur espagnol de Milan, le duc de Feria, appelé par les Valtelins, envoya des troupes, qui les chassèrent à leur tour sans coup férir et occupèrent le pays. Se sentant les plus faibles, les Grisons implorèrent le secours de la France. En 1621, un mois après la mort de Philippe III, le traité de Madrid, conclu le 25 avril 1621, entre la France et l’Espagne, sous la médiation du pape Grégoire XV, décida que la souveraineté des Grisons serait restaurée dans la Valteline, et que les forts bâtis par les Espagnols seraient rasés, à la condition toutefois que la religion catholique y régnerait seule, et que le traité serait ratifié par les Grisons et garanti par les treize cantons suisses.
Le traité de Madrid ne fut jamais exécuté. Deux ans après, le 7 février 1623, la France signa à Paris, avec Venise et la Savoie, qu’inquiétait aussi le voisinage des Habsbourg, le traité de Paris pour faire restituer la Valteline aux Grisons. L’Espagne continua les négociations, en prenant un moyen terme, qui consistait à remettre les forts entre les mains de Grégoire XV, et à les y laisser jusqu’à l’entière résolution du différent. Louis XIII y consentit, mais les Espagnols ne remirent qu’une partie de la Valteline au marquis de Bagni, général du Pape. Le successeur de Grégoire XV, Urbain VIII continua la politique de son prédécesseur en proposant un traité qui avait pour base, comme celui de Madrid, le rétablissement de la souveraineté des Grisons. L’Espagne ne pouvant renoncer aux passages des Alpes, elle prétexta les intérêts de la religion catholique, opposés, disait-elle, à ce qu’on laissât entre les mains des hérétiques des passages d’une aussi grande importance, prétexta également la promesse qu’elle prétendait avoir faite aux Valtelins, de ne pas les laisser retomber sous le joug protestant. Les négociations trainèrent en longueur, Urbain VIII fit un dernier effort pour empêcher la guerre d’éclater en proposant, en février 1624, à l’ambassadeur français à Rome, Nicolas Brulart de Sillery, un accommodement selon lequel les passages seraient accordés aux Espagnols, les droits des Grisons limités, et les rois de France et d’Espagne deviendraient les protecteurs de la Valteline. Sillery n’ayant pas de pouvoirs suffisants, se borna à envoyer en France le projet de traité.
Richelieu n’eut pas de peine à persuader Louis XIII qu’accorder les passages de la Valteline à l’Espagne, en réunissant les possessions des deux branches de la maison d’Autriche, signifiait doubler la puissance de cette maison, enlever le seul obstacle s’opposant à sa domination universelle, exposer l’indépendance de toute l’Europe, « mettre les fers à la chrétienté, faire du Pape le chapelain des Habsbourg », et exclure la France des affaires d’Italie. Le projet fut donc rejeté, et Sillery rappelé pour avoir osé l’envoyer. Philippe de Béthune, qui le remplaça avec le titre d’ambassadeur extraordinaire, dut supplier le pape de terminer le différent conformément au traité de Madrid, et de rendre, en conséquence, la Valteline aux Grisons. Quant à la question religieuse, la France s’en rapportait à la décision du Saint-Siège. On ne put se mettre d’accord ; la guerre devenait inévitable ; Richelieu s’y résolut.
Pour faciliter la conquête de la Valteline, la France opéra une diversion en Italie. Gênes était, à cette époque, le port de débarquement des Espagnols, et ses habitants, leurs banquiers. S’en emparer, c’était isoler le Milanais de l’Espagne, et priver l’ennemi d’argent. Il fallait un prétexte pour déclarer la guerre à cette république : le duc de Savoie Charles-Emmanuel Ier, alors en contestation avec Gênes pour la propriété d’un fief impérial, le fournit : on décida qu’il attaquerait au printemps de 1625, et que la France le soutiendrait. Toutes les mesures étant prises, Richelieu, pour ne pas avoir à attaquer le Pape, qui occupait les forts de la Valteline, le fit supplier de les rendre aux Espagnols, de qui il les tenait. Urbain VIII, qui espérait toujours aboutir à la paix, traina d’abord en longueur avant de refuser. François-Annibal d'Estrées, le futur maréchal, reçut l’ordre d’agir. L’expédition ne fut pas longue. Les Français avaient facilement gagné les Suisses protestants, en leur représentant qu’ils allaient défendre les Grisons, leurs coreligionnaires. Parti de Coire, le 26 novembre 1624, à la tête de cinq ou six mille hommes, tant Grisons que Français, d’Estrées entra dans la Valteline par Poschiavo. Les troupes du Pape ne résistèrent sérieusement nulle part ; d’Estrées les traita avec toute la bienveillance possible, rendit tous les drapeaux, et renvoya tous les prisonniers, après avoir fait panser les blessés et habiller les dévalisés.
Le soulèvement des huguenots en France en janvier 1625 empêcha l’expédition d’Italie de réussir comme celle de la Valteline. Lesdiguières, uni au duc de Savoie, battit les Génois et les Espagnols, et leur prit quelques places, de mars à juin 1625, mais il ne voulut pas risquer le siège de Gênes, quelque pressantes que fussent les instances du duc. Cependant le Pape ne pouvait se résoudre à abandonner la garde des forts de la Valteline. Il envoya son neveu Barberini en France, pour en réclamer la restitution, mais le légat, bien qu’accueilli partout avec les plus grands honneurs, ne put rien obtenir. Il proposa d’abord une suspension d’armes, qui fut refusée, parce qu’elle ne pouvait être utile qu’aux Espagnols. Il demanda ensuite que la Valteline fût soustraite à la souveraineté des Grisons, à cause de la différence de religion : on lui répondit que cette différence ne pouvait jamais autoriser des sujets à se révolter contre leurs souverains, et que le roi d’Espagne assurerait d’ailleurs aux Valtelins plus même qu’ils ne demandaient. Le légat réclama enfin la restitution des forts : on refusa encore, parce que le pape ne pouvait pas garantir qu’il les conserverait. La situation du légat était d’autant plus difficile que Richelieu changeait à chaque instant d’attitude, suivant que les nouvelles qui arrivaient du théâtre de la guerre étaient bonnes ou mauvaises. À la fin, le légat fut obligé de se retirer sans avoir rien obtenu. Peu avant son départ, il avait encore discuté pendant six heures avec le Père Joseph et le Père de Bérulle, et s’était convaincu de leur duplicité. De nouvelles négociations eurent lieu, et aboutirent au traité de Monzón (5 mars-10 mai 1626), conclu entre la France et l’Espagne, sans intervention des Grisons, non plus que de Venise et de la Savoie, qui avaient pourtant signé le traité de Paris de 1623. Par ce traité, les Grisons ne conservaient de leur souveraineté qu’un simple tribut de vingt-cinq mille écus par an, et le droit de confirmer les magistrats élus par les Valtelins ; le culte catholique était le seul autorisé dans la Valteline, les protestants étrangers ne pouvant avoir de domicile fixe dans la vallée ; les passages demeuraient fermés aux Espagnols.

## Suites
Richelieu ne se borna pas à fermer les Alpes à l’Espagne et à l’Autriche ; il envoya des agents en Suisse et en Allemagne, pour y combattre l’influence de la maison de Habsbourg. Les uns intriguaient auprès de l’évêque de Coire, pour l’engager à rompre avec I’Empire dont il dépendait, et à se mettre sous la suzeraineté du roi de France ; d’autres exploitaient la mésintelligence qui existait entre l’électeur de Trèves et la cour de l’infante Isabelle, gouvernante des Pays-Bas, à l’occasion de certains fiefs situés dans le Palatinat. Le gouvernement français essaya même de brouiller l’archiduc Léopold avec l’Empereur son frère. Le sieur de Marcheville lui proposa l’appui de la France pour les demandes qu’il adressait à Ferdinand au sujet de la part lui revenant dans certains héritages, et, comme ses neveux, les fils de l’Empereur, avaient une faible santé, il lui fit espérer la succession à l’Empire. Enfin l’archiduc ayant manifesté l’intention de quitter les ordres et de se marier, on lui offrit la main de la duchesse de Montpensier, la plus riche héritière de France, à la condition qu’il se déclarerait en faveur du Palatin, et consentirait à soutenir les intérêts de la France en Allemagne.